# Maqarr adh-Dhib
Maqarr adh-Dhib (arabisch مقر الذيب, DMG Maqarr aḏ-Ḏīb) ist ein Dorf im Westirak nahe der syrischen Grenze. 

## Massaker von Maqarr adh-Dhib
Am 19. Mai 2004 wurden bei einem US-Hubschrauber-Luftangriff 42 Menschen getötet, darunter 11 Frauen und 14 Kinder. Dies wurde von Hamdi Nur al-Alusi, dem Manager des nächstgelegenen Krankenhauses, bestätigt. Westliche Journalisten sahen die Leichen der Kinder, bevor sie begraben wurden. Augenzeugen berichten, bei den Getöteten handele es sich um eine Hochzeitsgesellschaft, das US-Verteidigungsministerium in Washington erklärte jedoch, es habe sich um einen gezielten Angriff auf einen Stützpunkt von Aufständischen gehandelt, die zuerst auf US-Truppen geschossen hätten.
Am Vortag hatte es eine Hochzeitsfeier in dem Dorf gegeben. Das US-Militär gab an, die dabei aus Tradition abgefeuerten Gewehrschüsse seien als Angriff auf die Hubschrauber fehlinterpretiert worden. Dies ist umstritten, da der Angriff um 3:00 Uhr morgens begann, als die meisten Gäste schliefen. Ursprünglich hatte das US-Militär auch bestritten, dass Kinder getötet worden waren. An einem angeführten Video wurde kritisiert, die Berge im Hintergrund seien andere als die in der Umgebung von Maqarr adh-Dhib.
Eine Überlebende, die 30 Jahre alte Schwägerin des Bräutigams, Frau Schihab, erklärte, die amerikanischen Soldaten hätten die Leichen getreten, um zu schauen, ob sie noch lebten. „Ich fiel in den Matsch und ein amerikanischer Soldat trat mich. Ich stellte mich tot, damit er mich nicht tötete. Mein jüngstes Kind neben mir lebte.“
Auf einer Pressekonferenz sagte Brigadegeneral Mark Kimmitt: „Es gab keine Anzeichen einer Hochzeit: es wurden weder Dekoration noch Musikinstrumente gefunden, keine großen Mengen von Speisen oder Speiseresten, wie man bei einer Hochzeitsfeier erwarten würde, keine Geschenke. Es gab kein Hochzeitszelt.“ Er zeigte Photos von Gewehren, Maschinengewehren, ausländischen Pässen, Bettzeug und anderen Gegenständen und erklärte, der Mangel an Ausweisen der Toten zeige, dass „ein hochgefährliches Treffen hochrangiger Anti-Koalitionskräfte“ im Gange gewesen sei. Auch US-Generalmajor James N. Mattis leugnete auf einer Pressekonferenz, dass eine Hochzeitsgesellschaft bombardiert worden sei.
Am folgenden Tag erlangte Associated Press Television News (APTN) eine Kopie eines Videos der Hochzeitsfeier, gefilmt von Kameramann Yasir Schawat Abdullah, der beauftragt worden war, die Feier zu dokumentieren. Unter den Toten waren die populären irakischen Musiker Hussein al-Ali und sein Bruder Mohaned al-Ali. Nach dem Auftauchen des Hochzeitsvideos geriet die US-Regierung in Erklärungsnot, da dieses die Darstellungen der Dorfbewohner stützte.

### Chronik der Ereignisse
- 21 Uhr: erste Kampfflugzeuge sind zu hören. Dass bei der Hochzeitsfeier Freudenschüsse abgefeuert worden wären, wird von den Augenzeugen zurückgewiesen.

- 23 Uhr: Scheinwerferlicht von Militärfahrzeugen nähert sich dem Dorf, in etwa 3 Kilometer Entfernung werden diese Lichter ausgeschaltet. Flugzeuge sind immer noch zu hören. Die Hochzeitsfeier wird beendet, 25 angereiste männliche Gäste und 5 Musiker übernachten im Hauptzelt, die Frauen und Kinder in einem Haus in der Nähe.

- 2:45 Uhr: Eine erste Bombe schlägt im Hauptzelt ein, die zweite im Haus, wo die Frauen und Kinder schlafen – alle werden getötet, einschließlich des Hochzeitspaares.

- Noch bis Sonnenaufgang schlagen Artilleriegeschosse im Dorf ein. Etwa 40 mit Hubschraubern eingeflogene US-Soldaten durchsuchen das zerbombte Haus und nehmen den getöteten Frauen Geld und Schmuck weg. Danach wird das Haus sowie ein weiteres erneut von Kampfhubschraubern beschossen.